# قرش أبيض الخد
قرش أبيض الخد (الاسم العلمي: Carcharhinus dussumieri)، نوع من قرش ترابي وينتمي إلى فصيلة البنبكيات. يوجد في غرب المحيط الهندي بين خطوط العرض 34° درجة شمالا و25° درجة جنوبا. يمكن أن يصل طوله إلى متر واحد. يتغذى بشكل رئيسي على الأسماك ورأسيات الأرجل والقشريات. وهو نوع نشط، تلد إنثاه أربعة قروش.